# Gunong Kleng
Gunong Kleng is een bestuurslaag in het regentschap Aceh Barat van de provincie Atjeh, Indonesië. Gunong Kleng telt 1794 inwoners (volkstelling 2010).